# Теміров Ленур Серверович
Лену́р Серве́рович Темі́ров (нар. 1 січня 1990, Алмалик, СРСР) — борець класичного стилю. Учасник літніх Олімпійських ігор 2012, багаторазовий переможець та призер чемпіонатів України. Майстер спорту України міжнародного класу. За походженням — кримський татарин.

## Життєпис
Ленур Теміров народився в Узбекистані, однак на початку 90-х років XX сторіччя повернувся разом з батьками до Криму. Боротьбою почав займатися за прикладом старшого брата у віці 6 років в спортивній школі села Коз (Сонячна Долина) під керівництвом братів Салієвих. У віці 10 років здобув перемогу на змаганнях своєї вікової групи у Запоріжжі, а у 14 років виконав норматив кандидата в майстри спорту, котрий тричі підтверджував. На першості України з греко-римської боротьби серед молодших юнаків у Котовську зайняв перше місце у ваговій категорії до 35 кг. Норматив майстра спорту виконав у 16 років на чемпіонаті України у Вінниці. Брав участь та перемагав на міжнародних турнірах у Білорусі, Польщі та Угорщині.
У 2006 році посів п'яте місце на Чемпіонаті Європи серед кадетів у Туреччині, а наступного року здобув бронзу на тому ж турнірі у Варшаві. Неодноразово тріумфував на внутрішніх молодіжних змаганнях. У 2010 році здобув «срібло» на юніорській першості Європи зі спортивної боротьби у болгарському Смокові та «золото» чемпіонату України, а на дорослому чемпіонаті світу в Москві посів 7-ме місце.
У 2012 році Ленур Теміров представляв збірну Україну на Олімпійських іграх у Лондоні, змагаючись у ваговій категорії до 60 кг. У кваліфікаційному раунді він поступився Алмату Кебіспаєву з Казахстану з рахунком 0-3 і припинив подальші виступи.
Після анексії Криму Росією у 2014 році Теміров не міг визначитися, за яку збірну він хоче виступати. У 2014 році Ленур спочатку взяв участь у Чемпіонаті України з греко-римської боротьби, здобувши бронзу у ваговій категорії до 66 кг, а вже через три тижні дебютував у чемпіонаті Росії, поступившись у 1/16 фіналу Аскеру Оршогдугову. Згодом він почав виступати на інших російських змаганнях. Так, він був переможцем Всеросійського турніру зі спортивної боротьби на призи (так званого) Голови Криму Сєрґея Аксьонова, а у 2017 році його викликали в збірну Росії для підготовки до чемпіонату світу 2017 року в Парижі.
Однак у 2018 році виступив у складі збірної України на чемпіонаті світу, де здобув бронзову нагороду.
У 2019 Теміров посів п'яте місце на чемпіонаті світу, що дозволило йому вибороти ліцензію на участь в літніх Олімпійських іграх 2020 року. На Олімпіаді Теміров переміг Ельмурата Тасмурадова з Узбекистану (5:0) та Армена Мелікяна з Вірменії (8:4). У півфіналі він зустрічався з Кен'їтіро Фумітою з Японії та поступився з рахунком 1:5. У сутичці за бронзову нагороду програв Валіхану Саїліке з КНР з рахунком 1:1 через останню результативну дію китайського спортсмена.
Закінчив Таврійський національний університет імені В. І. Вернадського.

## Спортивні результати на міжнародних змаганнях

### Виступи на Олімпіадах
| Змагання                    | Збірна  | Вагова категорія                 | Місце |
| --------------------------- | ------- | -------------------------------- | ----- |
| Літні Олімпійські ігри 2012 | Україна | греко-римська боротьба, до 60 кг | 18    |
| Літні Олімпійські ігри 2020 | Україна | греко-римська боротьба, до 60 кг | 5     |

### Виступи на Чемпіонатах світу
| Змагання                        | Збірна  | Вагова категорія                 | Місце  |
| ------------------------------- | ------- | -------------------------------- | ------ |
| Чемпіонат світу з боротьби 2010 | Україна | греко-римська боротьба, до 60 кг | 8      |
| Чемпіонат світу з боротьби 2018 | Україна | греко-римська боротьба, до 63 кг | Бронза |
| Чемпіонат світу з боротьби 2019 | Україна | греко-римська боротьба, до 60 кг | 5      |
| Чемпіонат світу з боротьби 2021 | Україна | греко-римська боротьба, до 63 кг | Бронза |

### Виступи на Чемпіонатах Європи
| Змагання                         | Збірна  | Вагова категорія                 | Місце  |
| -------------------------------- | ------- | -------------------------------- | ------ |
| Чемпіонат Європи з боротьби 2011 | Україна | греко-римська боротьба, до 60 кг | 15     |
| Чемпіонат Європи з боротьби 2013 | Україна | греко-римська боротьба, до 60 кг | 5      |
| Чемпіонат Європи з боротьби 2019 | Україна | греко-римська боротьба, до 60 кг | Бронза |
| Чемпіонат Європи з боротьби 2020 | Україна | греко-римська боротьба, до 63 кг | Бронза |

### Виступи на інших змаганнях
| Змагання                                                      | Збірна  | Вагова категорія                 | Місце  |
| ------------------------------------------------------------- | ------- | -------------------------------- | ------ |
| Міжнародний турнір «Cristo Lutte» 2011                        | Україна | греко-римська боротьба, до 60 кг | Срібло |
| Меморіал Іона Корнеану 2011                                   | Україна | греко-римська боротьба, до 60 кг | 5      |
| Меморіал Олега Караваєва 2011                                 | Україна | греко-римська боротьба, до 60 кг | 7      |
| Золотий Гран-прі з боротьби 2012 (Сомбатгей)                  | Україна | греко-римська боротьба, до 60 кг | 13     |
| Олімпійський кваліфікаційний турнір з боротьби 2012 (Тайюань) | Україна | греко-римська боротьба, до 60 кг | Золото |
| Гран-прі Іспанії з боротьби 2012                              | Україна | греко-римська боротьба, до 66 кг | Золото |
| Золотий Гран-прі з боротьби 2012 (Баку)                       | Україна | греко-римська боротьба, до 60 кг | 5      |
| Меморіал Олега Караваєва 2012                                 | Україна | греко-римська боротьба, до 60 кг | Золото |
| Золотий Гран-прі з боротьби 2013 (Сомбатгей)                  | Україна | греко-римська боротьба, до 66 кг | 23     |
| Меморіал Іона Корнеану 2013                                   | Україна | греко-римська боротьба, до 60 кг | Срібло |
| Кубок Президента Казахстану з боротьби 2013                   | Україна | греко-римська боротьба, до 66 кг | 11     |
| Турнір Германа Каре 2014                                      | Україна | греко-римська боротьба, до 66 кг | Срібло |
| Золотий Гран-прі з боротьби 2014 (Сомбатгей)                  | Україна | греко-римська боротьба, до 66 кг | 17     |
| Чемпіонат Росії з греко-римської боротьби 2017                | Росія   | греко-римська боротьба, до 59 кг | 5      |
| Київський Міжнародний турнір з боротьби 2018                  | Україна | греко-римська боротьба, до 63 кг | Срібло |
| Турнір Вехбі Емре і Гаміта Каплана 2018                       | Україна | греко-римська боротьба, до 63 кг | 5      |
| Меморіал Іона Корнеану і Ладислава Сімона 2018                | Україна | греко-римська боротьба, до 63 кг | Бронза |
| Тор Мастерс 2019                                              | Україна | греко-римська боротьба, до 63 кг | Срібло |
| Гран-прі Іспанії з боротьби 2019                              | Україна | греко-римська боротьба, до 63 кг | Золото |

### Виступи на змаганнях молодших вікових груп
| Змагання                                       | Збірна  | Вагова категорія                 | Місце  |
| ---------------------------------------------- | ------- | -------------------------------- | ------ |
| Чемпіонат Європи з боротьби серед кадетів 2006 | Україна | греко-римська боротьба, до 46 кг | 5      |
| Чемпіонат Європи з боротьби серед кадетів 2007 | Україна | греко-римська боротьба, до 54 кг | Бронза |
| Чемпіонат світу з боротьби серед юніорів 2008  | Україна | греко-римська боротьба, до 55 кг | 12     |
| Чемпіонат світу з боротьби серед юніорів 2009  | Україна | греко-римська боротьба, до 60 кг | 11     |
| Чемпіонат Європи з боротьби серед юніорів 2010 | Україна | греко-римська боротьба, до 60 кг | Срібло |
| Чемпіонат світу з боротьби серед юніорів 2010  | Україна | греко-римська боротьба, до 60 кг | Бронза |

## Досягнення
- Майстер спорту України міжнародного класу
- Чемпіон України (3): 2010, 2011, 2013
- Бронзовий призер чемпіонату України (2): 2012, 2014
- Срібний призер молодіжному чемпіонату Європи (1): 2010
- Бронзовий призер молодіжному чемпіонату світу (1): 2010
- Бронзовий призер чемпіонату Європи серед кадетів (1): 2007